# Тараскин, Павел Андреевич
Павел Андреевич Тараскин (18.8.1910 — 22.1.1943) — активный участник партийного подполья на Украине, секретарь Малинского подпольного райкома КП(б)У Житомирской области. Герой Советского Союза.

## Биография
Родился 18 августа 1910 года в селе Старочернеево ныне Шацкого района Рязанской области в крестьянской семье. Русский.
Образование среднее.
В Красной Армии с 1928 года. Принимал участие в боях против басмачей в Средней Азии. Там и продолжал военную службу.
Член ВКП(б) с 1935 года.
В 1938 году П. А. Тараскина перевели в войска Киевского особого военного округа. Работал в политотделе 87-й стрелковой дивизии, в её составе принимал участие в освободительном походе в Западную Украину в должности инструктора политотдела по пропаганде и агитации.
В 1939—1940 годах в составе дивизии принимал участие в боевых действиях советско-финской войны.
Когда началась Великая Отечественная война, старший лейтенант П. А. Тараскин находился на службе в одном из укрепрайонов Западного фронта. Попал в окружение.
Вырвавшись из фашистского плена, П. А. Тараскин вернулся в город Малин, где жили родители его жены, устроился техником на немецкий радиоузел. Здесь в декабре 1941 года он создал подпольную организацию, партийное ядро которой со временем стало Малинским подпольным райкомом КП(б)У. Активной помощницей П. А. Тараскина была комсомолка Нина Соснина.
Чтобы добыть оружие, секретарь подпольного райкома партии П. А. Тараскин послал на работу в полицию двух подпольщиков. Через некоторое время они тайком вынесли со склада полиции 30 винтовок, 6 ручных пулемётов, 4 ящика взрывчатки и много патронов.
Весной 1942 года Малинская подпольная организация насчитывала в своих рядах 40 человек. В мае 1942 года райком КП(б)У создал подпольные группы в селах: Барановка, Пирожки и Головки, а в июне 1942 года была создана Малинская диверсионная группа. По делам радиоузла П. А. Тараскин часто ездил и Житомир. Там он встретился с секретарём Житомирского подпольного обкома партии, после чего систематически поддерживал постоянную связь с обкомом.
Малинский подпольный райком проводил большую агитационно-массовую работу среди населения. Работая на радиостанции, П. А. Тараскин имел возможность систематически принимать и записывать сводку Совинформбюро, призывы партии и правительства. Потом подпольщики размножали их от руки, часть перепечатывали на машинке и распространяли среди населения. Патриоты распространяли также листовки, получаемые из партизанских отрядов.
Под руководством райкома партии подпольные организации проводили диверсионную работу. Их силами было пущено под откос 6 вражеских эшелона, разрушен маслозавод на железнодорожной станции Ирша, сожжён лесозавод, уничтожены деревянные мосты на шоссейных дорогах района. Подпольщики занимались также сбором оружия, боеприпасов и переправляли их в партизанские отряды Житомирской области. Особенно большое количество оружия передала Барановская подпольная группа. Имея постоянную связь с партизанскими отрядами, подпольная организация готовила и переправляла людей в партизанские отряды, оказывала медицинскую помощь партизанам.
В январе 1943 года гестапо удалось арестовать почти всё партийное ядро подполья, в том числе и П. А. Тараскина. После страшных пыток 22 января 1943 года Павел Андреевич Тараскин был расстрелян.
Перед расстрелом он тайком передал записку Н. И. Сосниной. Там было написано: «К тебе обращаю мои последние слова: мне не страшно умирать за Родину. В застенках гестапо последние дни своей жизни я доживаю гордо и смело. Не падайте духом, мужайтесь… Бейте врага на каждом шагу, мстите за нас. Верим: победа скоро придёт. Прощайте, дорогие друзья!»
Похоронен в центральном парке города Малина.
Указом Президиума Верховного Совета СССР от 8 мая 1965 года за особые заслуги, мужество и героизм, проявленные в борьбе против немецко-фашистских захватчиков в период Великой Отечественной войны, секретарю Малинского подпольного райкома КП(б)У Павлу Андреевичу Тараскину посмертно присвоено звание Героя Советского Союза.

## В культутре
Под своим именем выведен в качестве действующего лица в фильме «Нина» о подвиге Нины Сосниной, роль исполнил актёр Анатолий Соколовский.